# Остров Бельцова
Остров Бельцо́ва — небольшой остров в Японском море, в 87 км по морю к востоку от Находки, в 7 км от Преображения и в 0,87 км от острова Петрова. От берега материка его отделяет мелководный пролив, шириной 310 м.
Остров открыт и описан в 1860 году экспедицией подполковника В. М. Бабкина. Назван в честь военного инженера, поручика Владимира Алексеевича Бельцова, участвовавшего в освоении Приморья.
Остров Бельцова административно относится к Лазовскому району Приморского края.
Протяжённость острова с запада на восток составляет 380 м. В поперечнике, остров приблизительно 150 м.
Площадь острова 5,09 га или около 0,051 км². Протяжённость береговой линии составляет 1,08 км. Из них галечниковые пляжи (их два, расположены на северо-западном побережье острова) — 200 м. Остальное — скалистые обрывы на юге и востоке, обращённые к открытому морю. Остров сложен преимущественно гранитами. Высшая точка острова — 40 м.
Территория острова входит в состав Лазовского заповедника, как и расположенный поблизости, более известный остров Петрова. На Бельцове, так же, как и на острове Петрова, произрастает смешанный лес, с большим разнообразием древесных пород, в составе которого имеется и тис остроконечный. Но здесь он не образует рощ и сплошных насаждений, как на соседнем острове Петрова, а встречается отдельными деревьями.

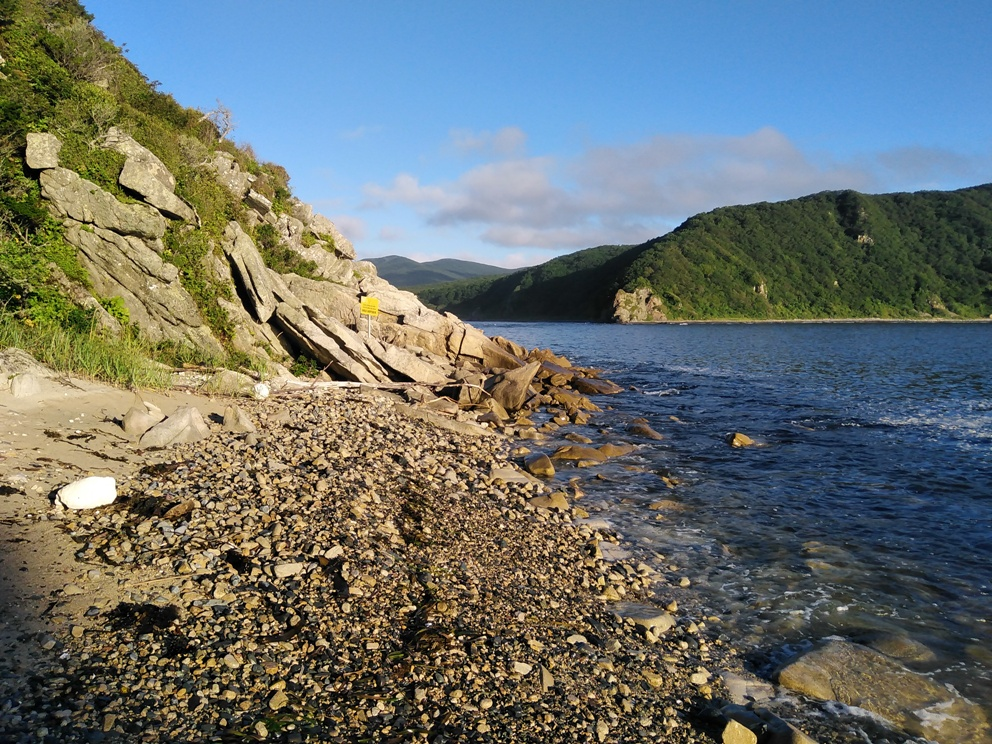
Вид с острова на берег материка